# Supercopa xipriota de futbol
La Supercopa turca de futbol, anomenada oficialment Supercopa LTV (en grec modern Ασπίδα LTV) és una competició de futbol xipriota que enfronta anualment el campió de la lliga xipriota de futbol i la copa. Si un club assoleix el doblet, aquest s'enfronta al finalista de la copa. El partit es disputa a inicis de la temporada següent i els darrers 20 anys s'ha disputat a Nicòsia.
Es disputà per primer cop el 1950 sota el nom d'Escut Pakkos (Ασπίδα Πάκκου) fins al 1968. Després de 10 anys sense competició, el 1979 es reprengué amb el nom d'Escut Stylianakis en honor de l'antic president de la Federació. El 1989 s'anomenà Escut de l'Associació de Futbol de Xipre i el 2008 Supercopa LTV.

## Historial
Llista de finals: 

| Any                | Campió               | Marcdor       | Finalista                   |
| ------------------ | -------------------- | ------------- | --------------------------- |
| Pakkos Shield      |                      |               |                             |
| 1951               | Çetinkaya Türk S.K.  | 5-1           | APOEL                       |
| 1952               | Çetinkaya Türk S.K.  | 2-1           | APOEL                       |
| 1953               | AEL Limassol         | 4-2           | EPA Larnaca                 |
| 1954               | Çetinkaya Türk S.K.  | 2-1           | Pezoporikós Ómilos Làrnakas |
| 1955               | EPA Larnaca          | 4-2           | AEL Limassol                |
| 1956-61            | No es disputà        | No es disputà | No es disputà               |
| 1962               | Anorthosis Famagusta |               |                             |
| 1963               | APOEL                | 1-0           | Anorthosis Famagusta        |
| 1964               | Anorthosis Famagusta | 4-3           | APOEL                       |
| 1966               | Omonia               | 3-1           | Apollon Limassol            |
| 1967               | Olympiakos Nicosia   | 1-0           | Apollon Limassol            |
| 1968               | AEL Limassol         | 2-1           | APOEL                       |
| Stylianakis Shield |                      |               |                             |
| 1979               | Omonia               | 3-0           | APOEL                       |
| 1980               | Omonia               | 2-1           | APOEL                       |
| 1981               | Omonia               | 4-1           | EN Paralimni                |
| 1982               | Omonia               | 2-0           | Apollon Limassol            |
| 1983               | Omonia               | 3-1           | EN Paralimni                |
| 1984               | APOEL                | 3-2           | Omonia                      |
| 1985               | AEL Limassol         | 1-0           | Omonia                      |
| 1986               | APOEL                | 6-5           | Apollon Limassol            |
| 1987               | Omonia               | 2-1           | AEL Limassol                |
| 1988               | Omonia               | 1-0           | Pezoporikós Ómilos Làrnakas |
| Xipre FA Shield    |                      |               |                             |
| 1989               | Omonia               | 3-1           | AEL Limassol                |
| 1990               | Nea Salamina         | 1-0           | APOEL                       |
| 1991               | Omonia               | 4-0           | Apollon Limassol            |
| 1992               | APOEL                | 3-0           | Apollon Limassol            |
| 1993               | APOEL                | 4-3           | Omonia                      |
| 1994               | Omonia               | 2-1           | Apollon Limassol            |
| 1995               | Anorthosis Famagusta | 1-1 (4-2 pen) | APOEL                       |
| 1996               | APOEL                | 1-0           | AEK Làrnaca                 |
| 1997               | APOEL                | 2-1           | Anorthosis Famagusta        |
| 1998               | Anorthosis Famagusta | 4-1           | Apollon Limassol            |
| 1999               | Anorthosis Famagusta | 2-0           | APOEL                       |
| 2000               | Anorthosis Famagusta | 2-1           | Omonia                      |
| 2001               | Omonia               | 1-0           | Apollon Limassol            |
| 2002               | APOEL                | 6-3           | Anorthosis Famagusta        |
| 2003               | Omonia               | 3-2           | Anorthosis Famagusta        |
| 2004               | APOEL                | 5-4           | AEK Làrnaca                 |
| 2005               | Omonia               | 2-2 (5-4 pen) | Anorthosis Famagusta        |
| 2006               | Apollon Limassol     | 3-1           | APOEL                       |
| 2007               | Anorthosis Famagusta | 2-1           | APOEL                       |
| Supercopa LTV      |                      |               |                             |
| 2008               | APOEL                | 1-0           | Anorthosis Famagusta        |
| 2009               | APOEL FC             | 2-1           | APOP Kinyras                |
| 2010               | Omonia               | 1-1 (3-2 pen) | Apollon Limassol            |
| 2011               | APOEL FC             | 1-0           | Omonia                      |
| 2012               | Omonia               | 5-3           | AEL Limassol                |
| 2013               | APOEL FC             | 1-0           | Apollon Limassol            |
| Super Copa         |                      |               |                             |
| 2014               | Ermis Aradippou      | 2-1           | APOEL FC                    |
| 2015               | AEL Limassol         | 0-0 (4-3 pen) | APOEL FC                    |
| 2016               | Apollon Limassol     | 2-1           | APOEL FC                    |
| 2017               | Apollon Limassol     | 2-1           | APOEL FC                    |